# Ганс Зебальд Бегам
Ганс Зеба́льд Бега́м (нім. Sebald Hans Beham, 1500, Нюрнберг — 22 листопада 1550, Франкфурт-на-Майні) — німецький художник, графік, гравер доби Відродження, учень Альбрехта Дюрера.

## Біографія
Народився в Нюрнберзі у 1500 році в родині художника. Разом з молодшим братом Бартелем (1502—1540) навчався в майстерні Альбрехта Дюрера.
У 1525 році братів разом зі ще одним нюрнберзьким художником — Георгом Пенцем (1500—1550) — засудили, їх було вислано з Нюрнберга за атеїстичні погляди і висловлювання революційних ідей. У 1528 році Зебальд отримав дозвіл повернутися до міста. У 1530 — оселився в Мюнхені, а пізніше, у тому ж році — у Франкфурті-на-Майні, де і жив до самої смерті, інколи відлучаючись в околиці міста, в Ашаффенбург і до Майнцу. Для додаткового заробітку тримав винний льох.
Помер у Франкфурті-на-Майні — 22 листопада 1550 року.

## Творчість
Зебальд, як і його брат Бартель, належить до майстрів гравюри малого формату, так званих «маленьких майстрів» (нім. «Kleinmeister»), хоча обидва працювали також і як живописці.
Зебальд — автор 270 гравюр та 300 політипажів. Змальовував біблійні або релігійні сюжети («Адам і Єва», «Історія блудного сина», «Йосип та дружина Потіфара», цикл «Подвиги Геркулеса» та інші), часто звертався до сцен з життя селян і ландскнехту (цикл «Гулянка селян» та інші).
У Луврі зберігається розписана і підписана художником столова дошка зі сценами з життя царя Давида; у бібліотеці в Ашаффенбурзі — чотири великі мініатюри в молитовнику кардинала Бранденбурзького. Кілька гравюр Бегама зберігаються в петербурзькому Ермітажі.